# 1. FCN Ski
Der 1. FC Nürnberg Ski e. V. ging 1995 im Zuge der Organisationsreform beim 1. FC Nürnberg als eigenständiger Verein aus der 1913 gegründeten Ski-Abteilung des Hauptvereins hervor. Wie die anderen ehemaligen Vereinsabteilungen gehört der Verein seitdem zum FCN-Dachverband. Der Verein verfügt 2009 über fünf Mannschaften aller Altersklassen.
Nachdem der 1. FC Nürnberg im Jahr 1900 gegründet wurde, entschloss sich der Verein 1913 eine Skiabteilung aufzumachen. Damit ist der 1. FCN Ski e. V. der älteste Nürnberger Skiverein. Der größte Erfolg des Vereins war der Gewinn des Deutschen Meistertitels.

## Erfolge
- Deutscher Herren Mannschaftsmeister: einmal
- Bayerischer Herren Mannschaftsmeister: einmal
- Süddeutscher Mannschaftsmeister: mehrmals